# هرمان برایت
هرمان برایت (به آلمانی: Hermann Breith) (زاده ۷ می ۱۸۹۲، مرگ ۳ سپتامبر ۱۹۶۴) یک ژنرال آلمانی در دوره رایش سوم و از فرماندهان لشکر سوم زرهی ورماخت و سپاهیان ارتش III ورماخت بود.وی در طول دوران خدمت خود در جنگ جهانی دوم موفق به دریافت صلیب شوالیه آهنین با برگ‌های بلوط و شمشیرها شد.